# Wilhelm Jan Plessington
Wilhelm Jan Plessington (ur. 1637 w Dimples, zm. 19 lipca 1679) – święty Kościoła katolickiego, angielski męczennik, ofiara prześladowań antykatolickich okresu reformacji.
Pochodził z hrabstwa Lancashire. Od 1660 roku studiował w Kolegium Angielskim w Valladolid. Po przyjęciu święceń kapłańskich podjął działalność duszpasterską w Anglii. Posługę kapłańską sprawował do chwili aresztowania, które nastąpiło w pięć lat później, w wyniku nasilenia się prześladowań, za sprawą fałszywych oskarżeń, sprokurowanych przez niejakiego Titusa Oatesa. Pobyt w więzieniu w Chester zakończył proces, w wyniku którego został skazany na śmierć i powieszony.
Wilhelm Jan Plessington jest patronem „St John Plessington Catholic College”. Szczególnym miejscem kultu, w którym czci się pamięć męczennika, jest diecezja Salford.
Beatyfikowany 25 grudnia 1929 roku przez papieża Piusa XI, a kanonizowany został w grupie Czterdziestu męczenników Anglii i Walii przez Pawła VI 25 października 1970 roku.
Wspominany jest w dies natalis (19 lipca).